# Stubbendorf (Dargun)
Stubbendorf ist ein Ortsteil der Stadt Dargun im Landkreis Mecklenburgische Seenplatte in Mecklenburg-Vorpommern. 

## Geografie
Der Ort liegt südlich des Trebeltals etwa 7 km nördlich der Stadt Dargun und 8 km östlich von Gnoien. Westlich des Ortes verläuft der Röcknitzbach.

## Geschichte
Stubbendorf wurde am 9. Dezember 1311 vom Rügenfürsten Witzlaw III. dem Kloster Dargun mit allen Wäldern, Wiesen, Feldern und Einwohnern verkauft (Pommersches Urkundenbuch, Band 5.1, Nr. 2695).
Am 1. Januar 1951 wurden die bisher eigenständigen Gemeinden Groß Methling und Klein Methling eingegliedert. Am selben Tag kam der Hauptort der aufgelösten Gemeinde Darbein hinzu.
Stubbendorf selbst wurde am 13. Juni 2004 nach Dargun eingemeindet.

## Sehenswürdigkeiten
- Bauernhäuser an der Dorfstraße
- Lehmstakenscheune

## Sonstiges
Ralph Giordano widmet seinem Besuch auf dem Anwesen ein Kapitel in seinem Buch Deutschlandreise.